# Trabutina mannipara
Trabutina mannipara är en insektsart som först beskrevs av Wilhelm Hemprich och Ehrenberg in Ehrenberg 1829.  Trabutina mannipara ingår i släktet Trabutina och familjen ullsköldlöss. Inga underarter finns listade i Catalogue of Life.